# Zaćmienie Słońca z 20 marca 1140

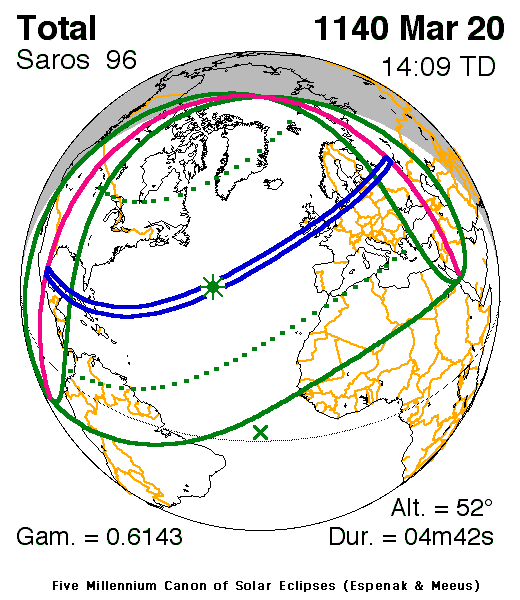
Mapa zaćmienia

Zaćmienie Słońca z 20 marca 1140 – całkowite zaćmienie Słońca, widoczne w pasie od południowo-zachodnich wybrzeży Zatoki Meksykańskiej przez północny Jukatan (m.in. Chichén Itzá), Kubę, Ocean Atlantycki, południową Irlandię (m.in. Cork, Waterford), Walię, Królestwo Anglii (na północ od Oksfordu i na południe od Yorku), środkową i południową Danię, Królestwo Niemieckie (na północ od Hamburga), Morze Bałtyckie i bałtyckie wybrzeże piastowskiej dzielnicy senioralnej aż po tereny zamieszkałe przez Prusów i Ruś Kijowską. Zaćmienie osiągnęło swoje maksimum na Oceanie Atlantyckim, gdzie faza centralna trwała 4 minuty 42 sekundy.
Zaćmienie widoczne było jako częściowe na większości obszaru Ameryki Północnej i Ameryki Środkowej, na północnym Atlantyku i Morzu Arktycznym, w całej Europie i Afryce Północnej.
Było to pierwsze całkowite zaćmienie Słońca widoczne w Polsce - zarówno według ówczesnych, jak i współczesnych granic - od czasu Chrztu Polski (wcześniejsze zaćmienie z 966 roku objęło wprawdzie dzisiejsze tereny Polski - Podlasie i Suwalszczyznę - ziemie te nie należały jednak wówczas do państwa polskiego).